# میکائیل آرزومانیان
میکائیل آلبرتی آرزومانیان (ارمنی: Միքայել Ալբերտի Արզումանյան؛ زادهٔ ۱۲ ژوئن ۱۹۷۳) سیاست‌مدار و نظامی اهل جمهوری آرتساخ-ارمنستان است که از تاریخ ۲۷ اکتبر ۲۰۲۰ تا تاریخ ۱۱ سپتامبر ۲۰۲۱ وزیر دفاع جمهوری آرتساخ بود.
وی همچنین برندهٔ جوایزی همچون نشان صلیب رزمی (ارمنستان) درجه دو شده‌است.